# Анри Григоров
Анри Григоров е български лекоатлет, спринтьор. Състезател е на Славия (София).
Завършва на осмо място на Европейското първенство по лека атлетика в зала през 1989 г. в Хага, Нидерландия в дисциплината 60 м. гладко бягане..
Най-добрият му резултат на 60 m е 6.59 секунди, а на 100 m е 10.23 секунди, постигнат през юни 1987 г. на международния турнир „Нови звезди“ в София, което и до днес е рекорд на турнира. Това постижение го нарежда на трето място сред българските спринтьори на 100 метра, след Петър Петров и Валентин Атанасов.
Понастоящем Григоров живее в Германия и работи като треньор в Бон.